# Leptostylus diffusus
Leptostylus diffusus är en skalbaggsart som beskrevs av Bates 1885. Leptostylus diffusus ingår i släktet Leptostylus och familjen långhorningar.
Artens utbredningsområde är:
- Guatemala.
- Honduras.

Inga underarter finns listade i Catalogue of Life.